# 明秀寺
明秀寺，位于中国山西太原市晋源区晋祠镇王郭村村北，在晋祠西南3.6公里，全国重点文物保护单位。

## 历史
据称该寺始建于汉朝。明嘉靖二十一年壬寅（1542年），边关失守，外族入侵，明秀寺在此时毁于战乱。嘉靖三十八年（1559年），由僧人一庵重修，奠定现在寺院格局。

## 建筑
明秀寺坐西朝东。前后两进，包括山门、天王殿、正殿。
山门和钟鼓楼系现代重建。
天王殿（过殿）为清代建筑，面阔五间，进深六椽，悬山顶。
正殿造型颇具古风。面阔五间，进深三间六椽。檐下悬横匾“便是西天”。单檐歇山顶，出檐深远。蓝琉璃剪边。殿内供奉金装三世佛等，为明代泥塑精品。四壁原有壁画80平方米，现北山墙壁画已毁。

## 被盗事件
明秀寺的佛像雕塑曾于2007年被窃。

## 保护
2006年5月25日，明秀寺公布为第六批全国重点文物保护单位，编号6-465。